# Савченко, Екатерина Ивановна
Екатерина Ивановна Савченко (15 сентября 1919, с. Толоконное, Курская губерния — ?) — звеньевая полеводов Дмитротарановского совхоза, Белгородская область. Герой Социалистического Труда (1947).

## Биография
Родилась 15 сентября 1919 года в селе Толоконное (ныне Белгородского района, Белгородская область) в крестьянской семье. В раннем детстве осталась круглой сиротой.
Всего один год ходила в школу. Затем работала пастушкой в селах, в садово-огороднических бригадах, на совхозной животноводческой ферме в селе Петровка.
После освобождения края от фашистских захватчиков Екатерина Савченко пришла в полеводство Дмитротарановского совхоза. Вскоре её выдвинули в звеньевые и она подстать себе подобрала помощниц. Закрепленное за звеном Савченко поле было немалое — почти 90 гектаров. Летом 1947 года на каждом из этих гектаров намолотили свыше 32 центнеров отменного зерна озимой пшеницы. За это трудовое достижение в мае 1948 года звеньевая и удостоилась звания Героя Социалистического труда. Награды достались также и членам звена.
В последующие годы полеводческие звенья стали заниматься исключительно выращиванием свеклосемян. И тут добивались рекордных показателей. Так, в 1958 году звено Е. И. Савченко получило по 32 центнера свеклосемян с гектара.
После ухода на пенсию Екатерина Ивановна с семьей переехала в село Бессоновка и еще несколько лет работала птичницей в совхозе «Лопанский». Позже жила в Белгороде.

## Награды
- 14 мая 1948 года Указом Президиума Верховного Совета СССР Екатерине Ивановне Савченко было присвоено звание Героя Социалистического Труда с вручением ордена Ленина и Золотой медали «Серп и Молот».
- Награждена орденом Ленина и другими наградами.